# Shauna Rohbock

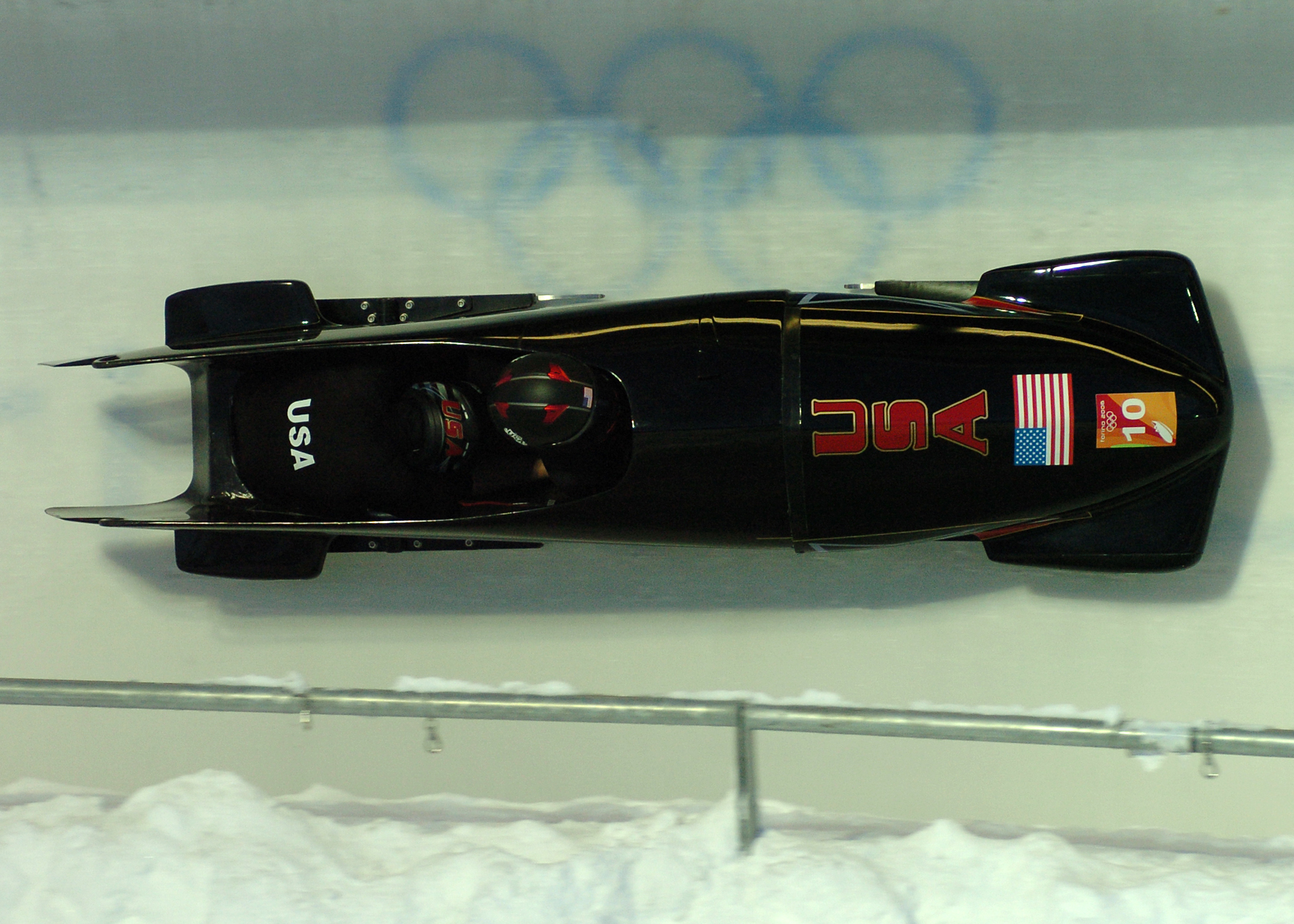
Shauna Rohbock (voorin) en Valerie Fleming (achterin)

Shauna Rohbock (Provo, Utah, 14 april 1977) is een Amerikaanse bobsleester.
In haar jeugd deed Rohbock veelvuldig aan voetbal en combineerde ze dat met atletiek, waar ze op meerdere takken uit de voeten kon en zich daar ook voor interesseerde. Zodoende kwam ze vooral uit op de meerkamp. Toen ze met bobsleeën in aanraking kwam combineerde ze deze drie sporten twee jaar lang om uiteindelijk de definitieve overstap naar de bobslee te maken.
Shauna Rohbock begon haar sportcarrière als bobsleester als remmer in het team van Jean Racine-Prahm en Jill Bakken. Bij beide stuurvrouwen maakte ze regelmatig haar opwachting in wedstrijden, maar was op dat moment nog niet de eerste keus om daadwerkelijk in de grote wedstrijden mee te mogen doen. Dit had als gevolg dat ze wel werd uitgezonden naar de Olympische Winterspelen 2002 in Salt Lake City in eigen land, maar moest ze wel genoegen nemen met een plaats op de reservebank. Ze maakte daarom alles van dichtbij mee toen Bakken en remster Vonetta Flowers het olympisch goud wonnen. Rohbock vierde als deel van het team de medaille wel mee, maar had zoals verwacht kan worden wel een dubbel gevoel aangezien zij zelf niet in actie mocht komen.
Na de Spelen in Salt Lake City koos Rohbock ervoor om het heft in eigen handen te nemen en besloot ze over te stappen van remster naar pilote. Ze kwam in contact met Valerie Fleming en werd met haar een hecht team. De meiden werden vriendinnen en enige tijd later trokken ze zelfs bij elkaar in. Als huis- en sportgenoten zaten ze vervolgens hele dagen op elkaars lip, maar in plaats van dat het averechts zou werken, werden hun prestaties alleen maar beter. Rohboek groeide uit tot een aanvallende pilote, die het uiterste uit haar bob probeert te halen en daarmee nog weleens te veel risico's neemt, maar tegelijkertijd ook verrassende resultaten weet te boeken.
Samen kwamen Rohbock en Fleming uit in het wereldbekerseizoen 2004-2005 en kwamen daarin tot drie podiumplaatsen waaronder een zilveren medailleplaats op de Pré-Olympische wedstrijd op de baan van Cesana Pariol. Uiteindelijk werd de vijfde plaats in de wereldbeker behaald. Op het wereldkampioenschap begin 2005 werden Rohbock en Fleming derde.
In het wereldbekerseizoen 2005-2006 eindigden ze op een derde plaats in het eindklassement, nadat ze in Calgary een tweede plek en in Lake Placid een derde plaats hadden behaald.
Op de Olympische Winterspelen 2006 in Turijn traden Rohbock en Fleming gedeeltelijk in de voetsporen van Bakken en Flowers. Ze werden geen Olympisch kampioen, maar stegen in de laatste van de vier runs wel van de vierde naar de tweede plek in het klassement, waarmee ze de zilveren medaille wisten te winnen. Alleen de Duitse bob van Sandra Kiriasis en Anja Schneiderheinze moesten ze voor laten gaan.
| Logo van de Olympische Spelen | Goud | Zilver | Brons | Logo van de Olympische Spelen |
|                               | 0    | 1      | 0     |                               |